# Sensi Pearl
Sensi Pearl (de son vrai nom Cassie Nelson) née le 13 décembre 1988  à Los Angeles en Californie) est une actrice américaine de films pornographiques. Durant l'été 2013, elle annonce son retrait de l'industrie, n'ayant jamais souhaité y faire une longue carrière. Sur un streaming où elle recueille des fonds pour une opération caritative, elle explique notamment son souhait de se rapprocher à nouveau de sa famille.
Avant d'être actrice pornographique, elle a joué dans High School Musical 1 et 2 et aussi dans Le Journal de Jaimie
Elle a appris le ballet pendant 13 ans.

## Biographie

### Filmographie

#### Distinctions
Récompenses
Nominations
- 2013 : AVN Award : Best Girl/Girl Sex Scene – Poor Little Shyla 2 avec Shyla Jennings.